# Rosario
Rosario este un oraș în Argentina. Orașul cu 909.397 de locuitori (in 2001) este după Buenos Aires și Córdoba, Argentina al treilea oraș ca mărime din Argentina. El este un centru industrial important, fiind amplasat la 300 km nord-vest de Buenos Aires, pe malul drept al fluviului Paraná. Rosario este capitala departamentului cu același nume, un nod important de cale ferată și oraș portuar, fluviul Parana fiind navigabil și pentru navele oceanice.

## Personalități născute aici
Fotbalistul și antrenorul Gerardo Martino (n. 1962) și-a petrecut copilăria în Rosario.
- Pedro Elias Zadunaisky (1917 - 2009), astronom, matematician;
- Che Guevara (1928 - 1967), revoluționar, lider al Partidului Comunist Cubanez⁠(d)
- José F. Bonaparte (1928 - 2020), paleontolog;
- Raúl Lavié (n. 1937), cântăreț, actor;
- César Luis Menotti (n. 1938), fotbalist;
- Marcelo Bielsa (n. 1955), fotbalist, antrenor;
- José Cura (n. 1962), cântăreț;
- David Bisconti (n. 1968), fotbalist;
- Valeria Mazza (n. 1972), fotomodel, moderatoare de televiziune;
- Santiago Solari (n. 1976), fotbalist;
- Adrián Villar Rojas (n. 1980), sculptor;
- Tomás Costa (n. 1985), fotbalist;
- Ezequiel Garay (n. 1986), fotbalist;
- Lionel Messi (n. 1987), fotbalist;
- Ángel Di María (n. 1988), fotbalist;
- Éver Banega (n. 1988), fotbalist;
- Mateo Musacchio (n. 1990), fotbalist;
- Ramiro Costa (n. 1991), fotbalist;
- Mauro Icardi (n. 1993), fotbalist;
- Ángel Correa (n. 1995), fotbalist;
- Giovani Lo Celso (n. 1996), fotbalist;
- Nadia Podoroska (n. 1997), tenismenă.

## Clima
| Date climatice pentru Rosario, Argentina (1961–1990, extreme 1970–prezent)         | Date climatice pentru Rosario, Argentina (1961–1990, extreme 1970–prezent) | Date climatice pentru Rosario, Argentina (1961–1990, extreme 1970–prezent) | Date climatice pentru Rosario, Argentina (1961–1990, extreme 1970–prezent) | Date climatice pentru Rosario, Argentina (1961–1990, extreme 1970–prezent) | Date climatice pentru Rosario, Argentina (1961–1990, extreme 1970–prezent) | Date climatice pentru Rosario, Argentina (1961–1990, extreme 1970–prezent) | Date climatice pentru Rosario, Argentina (1961–1990, extreme 1970–prezent) | Date climatice pentru Rosario, Argentina (1961–1990, extreme 1970–prezent) | Date climatice pentru Rosario, Argentina (1961–1990, extreme 1970–prezent) | Date climatice pentru Rosario, Argentina (1961–1990, extreme 1970–prezent) | Date climatice pentru Rosario, Argentina (1961–1990, extreme 1970–prezent) | Date climatice pentru Rosario, Argentina (1961–1990, extreme 1970–prezent) | Date climatice pentru Rosario, Argentina (1961–1990, extreme 1970–prezent) |
| Luna                                                                               | Ian                                                                        | Feb                                                                        | Mar                                                                        | Apr                                                                        | Mai                                                                        | Iun                                                                        | Iul                                                                        | Aug                                                                        | Sep                                                                        | Oct                                                                        | Nov                                                                        | Dec                                                                        | Anual                                                                      |
| ---------------------------------------------------------------------------------- | -------------------------------------------------------------------------- | -------------------------------------------------------------------------- | -------------------------------------------------------------------------- | -------------------------------------------------------------------------- | -------------------------------------------------------------------------- | -------------------------------------------------------------------------- | -------------------------------------------------------------------------- | -------------------------------------------------------------------------- | -------------------------------------------------------------------------- | -------------------------------------------------------------------------- | -------------------------------------------------------------------------- | -------------------------------------------------------------------------- | -------------------------------------------------------------------------- |
| Maxima medie °C (°F)                                                               | 30.8 (87,4)                                                                | 29.5 (85,1)                                                                | 27.0 (80,6)                                                                | 23.4 (74,1)                                                                | 20.2 (68,4)                                                                | 16.5 (61,7)                                                                | 16.4 (61,5)                                                                | 18.3 (64,9)                                                                | 20.7 (69,3)                                                                | 23.6 (74,5)                                                                | 26.6 (79,9)                                                                | 29.5 (85,1)                                                                | 23,5 (74,3)                                                                |
| Media zilnică °C (°F)                                                              | 24.2 (75,6)                                                                | 23.1 (73,6)                                                                | 20.8 (69,4)                                                                | 17.1 (62,8)                                                                | 13.7 (56,7)                                                                | 10.3 (50,5)                                                                | 10.3 (50,5)                                                                | 11.5 (52,7)                                                                | 13.9 (57)                                                                  | 17.3 (63,1)                                                                | 20.3 (68,5)                                                                | 23.0 (73,4)                                                                | 17,1 (62,8)                                                                |
| Minima medie °C (°F)                                                               | 17.7 (63,9)                                                                | 17.0 (62,6)                                                                | 15.2 (59,4)                                                                | 11.7 (53,1)                                                                | 8.3 (46,9)                                                                 | 5.3 (41,5)                                                                 | 5.3 (41,5)                                                                 | 5.7 (42,3)                                                                 | 7.6 (45,7)                                                                 | 10.9 (51,6)                                                                | 13.8 (56,8)                                                                | 16.4 (61,5)                                                                | 11,2 (52,2)                                                                |
| Minima istorică °C (°F)                                                            | 7.0 (44,6)                                                                 | 6.2 (43,2)                                                                 | 3.1 (37,6)                                                                 | −0.3 (31,5)                                                                | −5.7 (21,7)                                                                | −5.7 (21,7)                                                                | −6.9 (19,6)                                                                | −7.8 (18)                                                                  | −4.8 (23,4)                                                                | −1.2 (29,8)                                                                | 1.8 (35,2)                                                                 | 5.1 (41,2)                                                                 | −7,8 (18)                                                                  |
| Precipitații mm (inches)                                                           | 104.5 (4.114)                                                              | 116.4 (4.583)                                                              | 164.6 (6.48)                                                               | 79.7 (3.138)                                                               | 46.7 (1.839)                                                               | 36.6 (1.441)                                                               | 36.8 (1.449)                                                               | 36.7 (1.445)                                                               | 61.6 (2.425)                                                               | 91.8 (3.614)                                                               | 98.3 (3.87)                                                                | 120.0 (4.724)                                                              | 993,7 (39,122)                                                             |
| Umiditate [%]                                                                      | 69                                                                         | 72                                                                         | 78                                                                         | 81                                                                         | 82                                                                         | 82                                                                         | 82                                                                         | 77                                                                         | 74                                                                         | 73                                                                         | 70                                                                         | 68                                                                         | 76                                                                         |
| Nr. de zile cu precipitații (≥ 0.1 mm)                                             | 9                                                                          | 8                                                                          | 9                                                                          | 7                                                                          | 6                                                                          | 5                                                                          | 5                                                                          | 5                                                                          | 6                                                                          | 9                                                                          | 9                                                                          | 9                                                                          | 87                                                                         |
| Ore însorite                                                                       | 313.1                                                                      | 271.2                                                                      | 244.9                                                                      | 216.0                                                                      | 189.1                                                                      | 150.0                                                                      | 164.3                                                                      | 201.5                                                                      | 201.0                                                                      | 232.5                                                                      | 270.0                                                                      | 291.4                                                                      | 2.745,0                                                                    |
| Sursa nr. 1: NOAA, Oficina de Riesgo Agropecuario (record highs and lows)          |                                                                            |                                                                            |                                                                            |                                                                            |                                                                            |                                                                            |                                                                            |                                                                            |                                                                            |                                                                            |                                                                            |                                                                            |                                                                            |
| Sursa nr. 2: Servicio Meteorológico Nacional (precipitation days), UNLP (sun only) |                                                                            |                                                                            |                                                                            |                                                                            |                                                                            |                                                                            |                                                                            |                                                                            |                                                                            |                                                                            |                                                                            |                                                                            |                                                                            |